# Alexia
Alexia (La Spezia, 19 de maio de 1967), cujo nome de batismo é Alessia Aquilani, é uma cantora italiana.

## Carreira
Alexia começou sua carreira aos oito anos de idade, mas só conseguiu sucesso no circuito da Dance music quando foi contratada pela gravadora DWA Records, na qual começou fazendo backing vocal para o artista Ice MC, tendo como grandes sucessos as músicas "Think About The Way", "Russian Roulette", "Run Fa Cover" e "It's a Rainy Day". A mesma gravadora lançou também astistas como Corona, Double You, entre outros.
Sempre cantando em inglês, seguiu carreira solo, tornando-se um ícone da Dance music. Em 1997, lançou seu primeiro álbum, Fan Club, do qual faz parte o sucesso The Summer is Crazy. Lançou ainda outros dois álbuns, The Party, em 1998, e Happy, no ano seguinte, e uma compilação de seus sucessos, The Hits, em 2000. No ano de 2002, agora cantando pop em italiano, lança o sucesso Dimme Come no festival de Sanremo. Em 2003, lança Per Dire di No.
Seu maior sucesso, Uh La La La, atingiu o primeiro lugar no Top 100 de 1997 da rádio Jovem Pan, sendo a música mais pedida pelos ouvintes nesse ano. Outros singles de sucesso Me and You (em parceria com o cantor Double You) em 1995, Number One (1997), Hold On (1997), Gimme Love (1998), Party (1998), Goodbye, Happy e Ti Amo Ti Amo .

## Vida pessoal
Alexia casou em outubro de 2005 com Andrea Camerana, sobrinho de Giorgio Armani, e tiveram sua primeira filha em fevereiro de 2007 chamada Maria Vittoria. Ela se considera Católica.

## Discografia
- Fan Club (1997)
- The Party (1998)
- Happy (1999)
- The Hits (2000)
- Mad For Music (2001)
- Alexia (2002)
- Il Cuore a Modo Mio (2003)
- Gli Occhi Grandi Della Luna (2004)
- Da Grande (2005)
- Ale  (2008)
- Ale & C  (2009)
- Stars  (2010)
- iCanzonissime (2013)
- Tu Puoi se Vuoi (2015)
- Quell'altra (2017)